# Intercités Arc Atlantique
Intercités Arc Atlantique est l'une des cinq directions du réseau de transport ferroviaire Intercités, exploité par la SNCF depuis 2006, reliant entre elles les principales villes de l'arc Atlantique français.

## Réseau

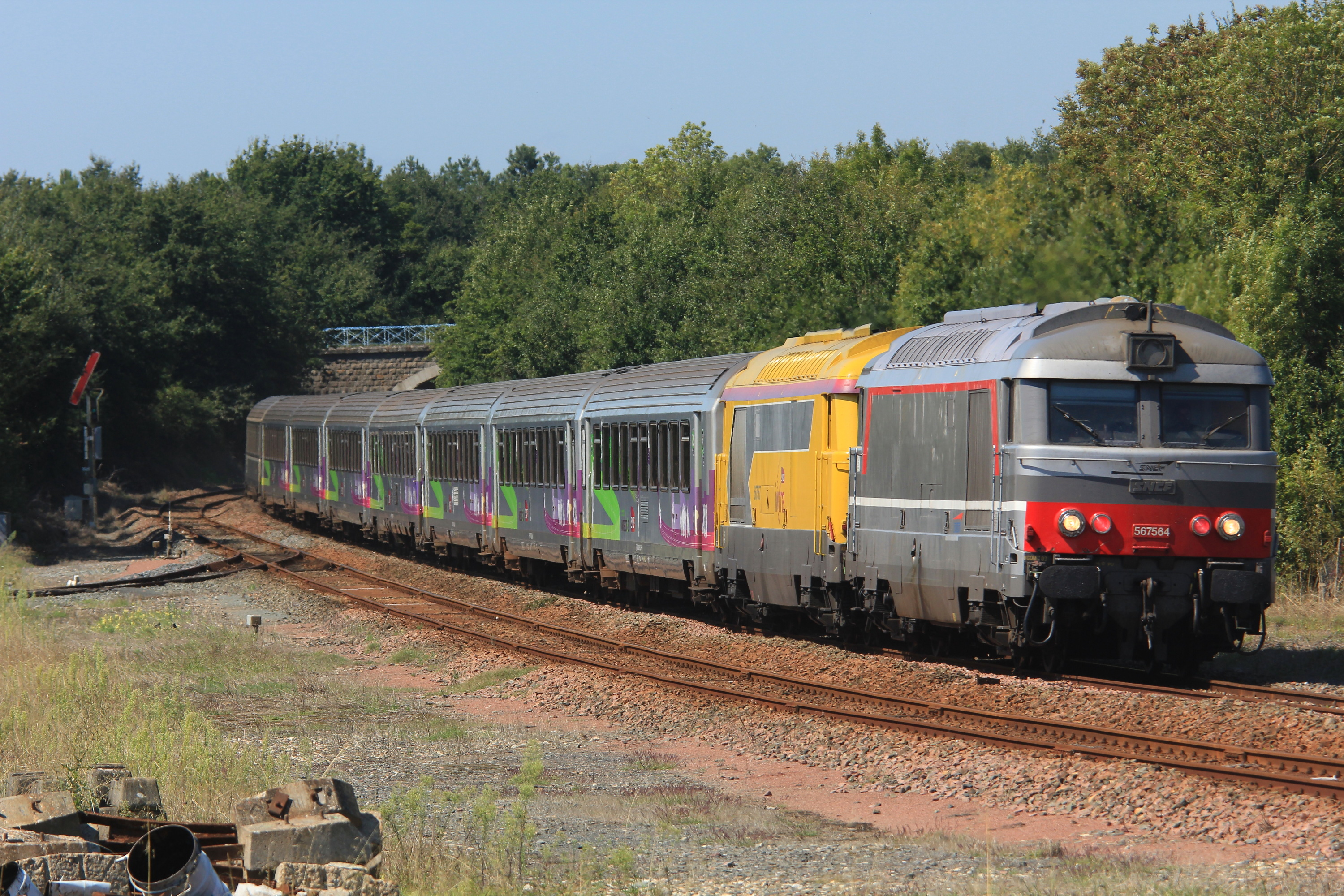
Corail Intercités tracté par deux BB67400

Le réseau Intercités Arc Atlantique se compose de cinq lignes reliant entre elles des villes de l'arc Atlantique :
- Bordeaux - Limoges - Lyon
- Bordeaux - Brive-la-Gaillarde -  Clermont-Ferrand
- Nantes - La Rochelle - Bordeaux
- Toulouse - Tarbes - Pau - Bayonne - Hendaye

## Matériel roulant
Le matériel roulant se compose principalement de voiture corail et de locomotives type BB67400 et BB 26000.